# عصام أبو جمرا
عصام نقولا أبو جمرة (6 فبراير 1937) هو لواء متقاعد في الجيش وسياسي لبناني، شغل منصب نائب رئيس الوزراء في حكومة الرئيس فؤاد السنيورة. حتى عام 2010، وكان جزءا من التيار الوطني الحر.

## النشأة والدراسة
ولد عصام أبو جمرا في بلدة الكفير، في قضاء حاصبيا، جنوب لبنان، من عائلة أرثوذكسية في 6 فبراير 1937. انتسب للمدرسة الحربية في للجيش اللبناني وتخرج كضابط مدفعية في العام 1959. وبالإضافة إلى ذلك، حصل على درجة البكالوريوس في القانون من الجامعة اللبنانية في عام 1984.

## الحياة المهنية
بدأ حياته المهنية في الجيش اللبناني في عام 1956. بعد أن تدرّج في مناصب مختلفة في الجيش ووزارة الدفاع، تم تعيينه نائبا لرئيس الوزراء للحكومة عسكرية مؤقتة التي تولّاها ميشال عون في 22 أيلول 1988، وظلّ في منصبه حتى 13 أكتوبر 1990. كما شغل منصب وزير الاتصالات ووزير الاقتصاد من 22 أبريل 1988 إلى 25 نوفمبر 1989. 

تم تعيينه نائبا لرئيس في حكومة الرئيس فؤاد السنيورة في 11 يوليو 2008. 

رشّحه التيار الوطني الحر في بيروت الدائرة الأولى عن المقعد الأرثوذكسي في انتخابات البرلمان التي جرت في يونيو 2009، ولم يحالفه الحظ بالوصول للبرلمان.

## في التيار الوطني الحر
يعتبر عصام أبو جمرا واحدا من مؤسسي التيار الوطني الحر، ترك لبنان في 30 آب 1990 ، وذهب إلى لارنكا ثم إلى فرنسا التي منحته وأسرته حق اللجوء. وبقي مع ميشال عون في المنفى حيث عاد معه في 7 أيار 2005 بعد خمسة عشر عاما. وعلى الرغم من كونه أحد أبرز مساعدي ميشال عون، فقد أعلن في العام 2010 تركه التيار وأخذ منحى المعارضة له.

## الحياة الأسرية
متزوج وله أربعة أبناء. توفيت زوجته في فرنسا حيث كانوا يعيشون في المنفى.